# 华南肿瘤学国家重点实验室
华南肿瘤学国家重点实验室，是位于中华人民共和国广东省广州市的一个国家重点实验室，由中山大学进行建设，位于中山大学肿瘤防治中心。该实验室2005年经中华人民共和国科学技术部批准建设，2008年正式通过国家验收。